# Adam Jahn
Adam Jahn (* 5. Januar 1991 in El Macero, Yolo County, Kalifornien) ist ein ehemaliger US-amerikanischer Fußballspieler, der meist als Stürmer eingesetzt wird.

## Karriere

### Jugend und Amateurfußball
Jahn spielte schon an seiner High School in Carmichael Fußball. Nach der Highschool ging er auf die Stanford University und erzielte dort in vier Jahren 24 Tore und bereitete zwölf weitere für die Fußballmannschaft seines Colleges vor.

### Profikarriere
Jahn wurde am 22. Januar 2013 als 15. Pick im MLS Supplemental Draft 2013 von den San José Earthquakes gewählt. Sein Pflichtspieldebüt absolvierte er am 3. März 2013, beim Eröffnungsspiel der Saison im Buck Shaw Stadium, als er in der 83. Minute für Ty Harden eingewechselt wurde. Bereits in seinem zweiten Spiel traf er auch zum ersten Mal für die Earthquakes. Insgesamt bestritt er in der Spielzeit 2013 unter Trainer Frank Yallop und dessen Nachfolger Mark Watson 22 Saisonspiele, das Franchise verpasste jedoch die Teilnahme an den Play-OFfs. 2014 verlieh ihn der Klub an Sacramento Republic in die USL Championship. Nach seiner Rückkehr kam er unter dem schottischen Trainer Dominic Kinnear in der Spielzeit 2015 wieder regelmäßig in der MLS zum Einsatz, wurde aber im März 2016 gemeinsam mit Tommy Thompson erneut an Sacramento Republic verliehen.
Im Sommer 2016 wechselte Jahn innerhalb der MLS zu Columbus Crew, Nach einem vielversprechenden Start mit fünf Toren in zwölf Spielen der restlichen Spielzeit 2016 war er in der folgenden Spielzeit in 21 Meisterschaftsspielen nur noch einmal erfolgreich. Im Sommer 2018 verlieh ihn das Franchise erneut in die USL zu Oklahoma City Energy. Im November 2018 gehörte er zu insgesamt acht Spielern, bei denen CC eine Verlängerungsoption ablehnte.
Im Dezember 2018 unterzeichnete Jahn einen Vertrag mit dem USL-Klub Phoenix Rising ab der folgenden Spielzeit. In der USL-Championship-Spielzeit 2019 gehörte er mit 17 Saisontreffern zu den besten Torschützen der Meisterschaft, der ghanaische Mannschaftskamerad Solomon Asante wurde beim USL-Meister mit 22 Toren Torschützenkönig.
Atlanta United holte Jahn, der auch in das USL Championship’s All-League First Team gewählt worden war, Anfang 2020 zurück in die MLS, im Gegenzug wechselte Lagos Kunga auf Leihbasis zu Phoenix Rising. Im Verlauf der Spielzeit 2020 erzielte er drei Saisontore. Anfang Februar 2021 wurde er vom Klub frühzeitig aus dem Kader gestrichen. Kurze Zeit später schloss er sich Orange County SC an, da er einen garantierten MLS-Vertrag hatte, wurde die Vereinbarung technisch als Leihvertrag abgeschlossen. Nach einer Knieverletzung fiel er ab Mai des Jahres für die komplette restliche USL-Spielzeit aus. Später beendete er aufgrund der Verletzung seine aktive Laufbahn.